# Beschäftigungsverfahrensverordnung
Die Verordnung über das Verfahren und die Zulassung von im Inland lebenden Ausländern zur Ausübung einer Beschäftigung (Beschäftigungsverfahrensverordnung – BeschVerfV) war eine deutsche Rechtsverordnung, die am 1. Januar 2005 zusammen mit dem Aufenthaltsgesetz in Kraft trat und dieses ergänzte.
Die Verordnung regelte, unter welchen Voraussetzungen bei Ausländern für die Aufnahme einer Beschäftigung auf die Zustimmung der Agentur für Arbeit verzichtet werden konnte oder diese ohne Vorrangprüfung zu erteilen war.
Mit Wirkung vom 1. Juli 2013 wurden die Vorschriften der Beschäftigungsverfahrensverordnung in eine Neufassung der Beschäftigungsverordnung (BeschV) integriert.

## Entstehungsgeschichte
Die Verordnung war Folge der am 1. Januar 2005 in Kraft getretenen Neukonzeption, Aufenthaltserlaubnis und Arbeitserlaubnis in einem Akt zu erteilen und auf das bisherige Nebeneinander zweier Genehmigungen zu verzichten.
Historische Vorläufer für die Verordnung gab es nicht. Bis dahin erteilte die Bundesagentur für Arbeit eine Arbeitserlaubnis, bei der die aufenthaltsrechtlichen Voraussetzungen nicht geprüft wurden. Die Ausnutzung der Arbeitserlaubnis setzte deshalb immer auch eine Aufenthaltserlaubnis voraus, die von der Ausländerbehörde erteilt wurde und in der die Aufnahme einer Beschäftigung ausdrücklich erlaubt sein musste (häufig mit der Nebenbestimmung: Unselbstständige Erwerbstätigkeit nur gemäß gültiger Arbeitserlaubnis.). Ohne parallele Aufenthaltserlaubnis war die Arbeitserlaubnis somit wertlos.
Die Zuständigkeit verschiedener Behörden mit unterschiedlichen, nur unzureichend aufeinander abgestimmten Rechtsgrundlagen führte häufig zu langer Verfahrensdauer und zu Reibungsverlusten. Die Unübersichtlichkeit der Regelungen erzeugte zudem Verunsicherung bei Arbeitgebern und ausländischen Arbeitnehmern. Aus diesem Grund wurde das doppelte Genehmigungsverfahren (Arbeits- und Aufenthaltsgenehmigung) durch ein Zustimmungsverfahren (mehrstufiger Verwaltungsakt) ersetzt, bei dem eine interne Beteiligung der Arbeitsverwaltung durch die Ausländerbehörde erfolgt. Die alleinige Entscheidungskompetenz über den Arbeitsmarktzugang oblag auch nach Inkrafttreten der BeschVerfV weiterhin der Arbeitsverwaltung. Genehmigt wurde die Beschäftigung nun jedoch nur noch von der Ausländerbehörde, die sich mit der Bundesagentur für Arbeit abstimmen musste, sofern die Zustimmung nicht bereits kraft Gesetzes entbehrlich war.
Das innerbehördliche Abstimmungsverfahren wurde in seinen Grundzügen in den §§ 39 ff. AufenthG geregelt; die BeschVerfV regelte die nötigen Einzelheiten.

## Anwendungsbereich
Die Verordnung betraf nur Ausländer, die in Deutschland einer Aufenthaltserlaubnis bedürften und denen auch die Aufnahme einer Beschäftigung gesondert erlaubt werden musste. Nicht betroffen waren EU-Bürger oder Bürger eines übrigen Staates des EWR (Island, Liechtenstein und Norwegen) oder Bürger der Schweiz und die bei ihnen lebenden nahen Familienangehörigen, auch wenn diese Drittstaatsangehörige gewesen sein sollten. Diesem Personenkreis stand bereits aufgrund Europarechts (aufenthaltsrechtliche Freizügigkeit nach Art. 21 des Vertrags über die Arbeitsweise der Europäischen Union (AEUV), Arbeitnehmerfreizügigkeit nach Art. 45 AEUV) ein Aufenthaltsrecht und auch das Recht zur Ausübung einer selbstständigen oder unselbstständigen Erwerbstätigkeit zu. Sie benötigten weder eine Aufenthaltserlaubnis noch eine Beschäftigungserlaubnis. Dieser Personenkreis erhielt bis zum 28. Januar 2013 eine Freizügigkeitsbescheinigung und danach überhaupt kein Aufenthaltsdokument mehr. Ihre Familienangehörigen, die nicht Staatsangehörige eines EWR-Staates waren, erhielten eine deklaratorische Aufenthaltskarte. Staatsangehörige der Schweiz erhielten, nachdem der Beitritt der Schweiz zum EWR aufgrund des Referendums vom 6. Dezember 1992 scheiterte, auf Grund des Freizügigkeitsabkommens EG-Schweiz vom 21. Juni 1999 eine Aufenthaltserlaubnis mit dem besonderen Eintrag Aufenthaltserlaubnis-CH, der die Erwerbstätigkeit uneingeschränkt gestattete.
Andere Ausländer betraf die Verordnung von ihrem Anwendungsbereich her nur, wenn sie bereits im Bundesgebiet lebten und bereits einen Aufenthaltstitel besaßen. Für Ausländer, die sich im Ausland aufhielten und beabsichtigten, nach Deutschland einzureisen, um dort einer Beschäftigung nachzugehen, galt die Fassung der Beschäftigungsverordnung vom 22. November 2004 (BGBl. I S. 2937).

## Regelungsmaterie
Die Verordnung teilte sich in drei Blöcke auf:
- Der erste regelte die Fälle, in denen es einer Zustimmung der Arbeitsagentur nicht bedurfte oder die Zustimmung vereinfacht erteilt werden durfte (§§ 1 bis 11 BeschVerfV),
- der zweite das Verfahren (§§ 12 bis 14 BeschVerfV) und
- der dritte enthielt Schlussvorschriften (§§ 15 bis 17 BeschVerfV).

### Zustimmungsfreie Beschäftigung
Der erste Block untergliederte sich wiederum in einen Abschnitt, der Beschäftigungen aufführte, die von vornherein keiner Zustimmung der Bundesagentur für Arbeit bedurften (§§ 1 bis 4) und in einen Abschnitt mit Beschäftigungen, für die die Zustimmung ohne vorherige Vorrangprüfung erteilt werden konnte(§§ 5 bis 9).
Außerhalb der Verordnung war eine Zustimmung in allen Fällen entbehrlich, in denen das Aufenthaltsgesetz dies bereits anordnete. Dazu gehörten:
- der Fall der Niederlassungserlaubnis (§ 9 Abs. 1 Satz 2 AufenthG),
- Aufenthaltserlaubnisse bei Studierenden in gewissem Umfang (§ 16 Abs. 3, 4 und 5 a, 5 b, § 17 Abs. 2 und 3 AufenthG),
- Ausländer, die sich aus politischen oder humanitären Gründen in Deutschland aufhielten, u. a. anerkannte Asylberechtigte und Flüchtlinge (§ 22 Satz 3, § 23 Abs. 2 Satz 5, § 25 Abs. 1 und 2, § 104a Abs. 4 Satz 2 AufenthG),
- Fälle des Familiennachzugs (§ 27 Abs. 2, § 28 Abs. 5, § 29 Abs. 5, § 31 Abs. 1 Satz 3 AufenthG ),
- der Fall der Wiederkehr jugendlicher, im Bundesgebiet aufgewachsener Ausländer (§ 37 Abs. 1 Satz 2 AufenthG),
- die Fälle von ehemaligen Deutschen (§ 38 Abs. 4 Satz 1 AufenthG).

Hier bestand der Arbeitsmarktzugang kraft Gesetzes. Die Bundesagentur für Arbeit wurde nicht beteiligt.
Im Übrigen konnte bei rechtmäßig (mit Aufenthaltserlaubnis), geduldet (mit Duldung) und gestattet (mit Aufenthaltsgestattung) sich aufhaltenden Ausländern (§ 1) eine Beschäftigung erlaubt werden, wenn nach der Beschäftigungsverordnung eine Zustimmung nicht erforderlich gewesen wäre (§ 2) oder der Ausländer in dem Betrieb eines nahen Familienangehörigen arbeiten wollte (§ 3). Zustimmungsfrei waren auch berufliche oder Ausbildungstätigkeiten bereits im Bundesgebiet lebender jugendlicher Ausländer (§ 3a) oder Tätigkeiten von Personen mit zwei- oder dreijährigen Vorbeschäftigungszeiten (§ 3b). Beschäftigungen, die vorwiegend der Heilung, Wiedereingewöhnung, sittlichen Besserung oder Erziehung dienten, waren auch zustimmungsfrei (§ 4).

### Zustimmung ohne Vorrangprüfung
Der zweite Abschnitt mit einem vereinfachten Zustimmungsverfahren betraf Beschäftigungen, die nach Ablauf der Geltungsdauer einer für mindestens ein Jahr erteilten Zustimmung bei demselben Arbeitgeber fortgesetzt werden sollten (§ 6), Beschäftigungen von Personen, die Opfer einer Straftat wurden (§ 6a) und Beschäftigungen bei bestimmten Familienangehörigen von Fachkräften (§ 8). Bei ihnen entfiel die Prüfung, ob Deutsche oder bevorrechtigte Ausländer (z. B. EU- und EWR-Bürger) für die konkrete Tätigkeit als arbeitssuchend zur Verfügung standen.
Besonders bedeutsam war auch die Härtefallregelung des § 7. Eine Vorrangprüfung unterblieb, wenn die Versagung der Zustimmung unter Berücksichtigung der besonderen Verhältnisse des einzelnen Falles eine besondere Härte bedeutet hätte.

### Zustimmung gegenüber geduldeten Personen
Der dritte Abschnitt betraf geduldete Ausländer, mithin Personen ohne Aufenthaltstitel, die aus tatsächlichen oder rechtlichen Gründen nicht in ihr Heimatland abgeschoben werden konnten (z. B. abgelehnte Asylbewerber). Ihnen konnte die Beschäftigung eigentlich nicht erlaubt werden, weil hierzu ein Aufenthaltstitel erforderlich gewesen wäre (§ 4 Abs. 2 AufenthG). Hiervon abweichend ermächtigte § 42 Abs. 2 Nr. 5 AufenthG jedoch, diesem Personenkreis kraft Rechtsverordnung die Beschäftigung zu gestatten. Dies geschah über § 10. Nach dieser Vorschrift konnte geduldeten Personen die Beschäftigung gestattet werden, wenn sie sich seit mindestens einem Jahr geduldet oder erlaubt in Deutschland aufhielten. Ohne Vorrangprüfung wurde die Zustimmung nur zum Absolvieren einer Berufsausbildung erteilt oder wenn der Geduldete bereits seit vier Jahren in Deutschland lebte. Ausgenommen war die Zustimmung bei Personen, die sich nach Deutschland begeben hatten, um Leistungen nach dem Asylbewerberleistungsgesetz zu erhalten, oder bei Personen, die die Unmöglichkeit der Abschiebung zu vertreten hatten (§ 11).

### Verfahren
§ 12 legte fest, dass diejenige Agentur für Arbeit für die Zustimmung zuständig war, in deren Bezirk die Tätigkeit ausgeübt werden sollte. § 13 ermächtigte zu Beschränkungen der Zustimmung hinsichtlich der beruflichen Tätigkeit, des Arbeitgebers, des Bezirkes der Agentur für Arbeit und der Lage und Verteilung der Arbeitszeit vor. § 14 traf Festlegungen über die Reichweite der Zustimmung bezogen auf den Aufenthaltstitel.

### Schlussvorschriften
§ 15 verwies auf das Fortbestehen günstigerer Regelungen für türkische Staatsangehörige. Siehe auch Hauptartikel Beschluss 1/80 des Assoziationsrates EWG-Türkei. § 16 sah später hinfällig gewordene Übergangsregelungen vor. § 17 betraf das Inkrafttreten der Verordnung.

## Materialien
Die Beschäftigungsverfahrensverordnung bedurfte nicht der Zustimmung des Bundesrates. Bundesratsdrucksachen mit einer entsprechenden amtlichen Begründung existieren daher nicht.